# Léonce Garnier
Léonce Garnier (Don Leoncio Garnier, de Calvache, en el País Vasco español), nacido el 28 de marzo de 1881 en Beaumont (Francia),  y muerto el 31 de marzo de 1963 en San Sebastián, fue un ex aviador y piloto de carreras que residió durante mucho tiempo en la provincia de Guipúzcoa para dirigir allí un negocio.

## Biografía

### Aviador

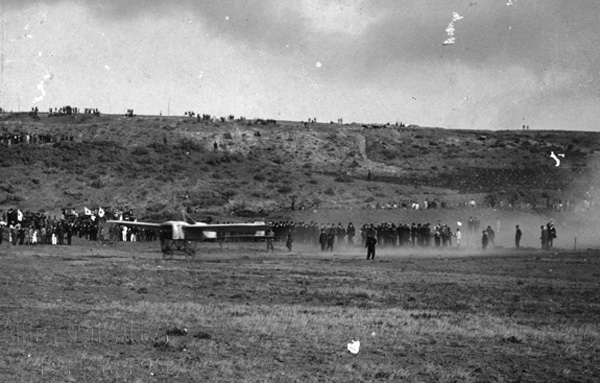
Léonce Garnier en Gran Canaria, en 1913.

Habiéndose establecido en el comercio de vinos y licores con almacenes en el puerto de Pasajes, llegó a San Sebastián a finales de la década de 1890 a causa de la filoxera en los viñedos franceses para comerciar con vinos de Aragón, La Rioja y Navarra.
Aviador también del Blériot XI, fundó por su cuenta en 1909, con cuatro aviones especialmente adaptados de este tipo, la primera escuela de aviación civil española en el Aeroclub de Guipúzcoa (con sede en San Sebastián), en el Campo de Lakua, en Vitoria. Fue el primero en cruzar los Pirineos por aire en 1912, en un trayecto de 35 minutos entre San Sebastián y Hendaya. En 1912 también fue el primero en sobrevolar la playa de La Concha en San Sebastián, año en el que aún estaba construyendo un avión con sus propias manos. El 30 de abril de 1913  fue el primero en sobrevolar las Islas Canarias en su Blériot XI de 25 CV, mientras su esposa, Sara Somach, se preparaba para obtener su licencia de piloto contra su voluntad.  Entre otras primicias, realizó las incursiones Valladolid - Salamanca (ida y vuelta), Pamplona - Tudela - Tafalla (ida y vuelta), y Pontevedra - Vigo - San Sebastián - Hendaya (ida y vuelta), lo que le valió, entre otros premios, una Copa de Salamanca y otra del Ayuntamiento de Madrid.

### Piloto de carreras

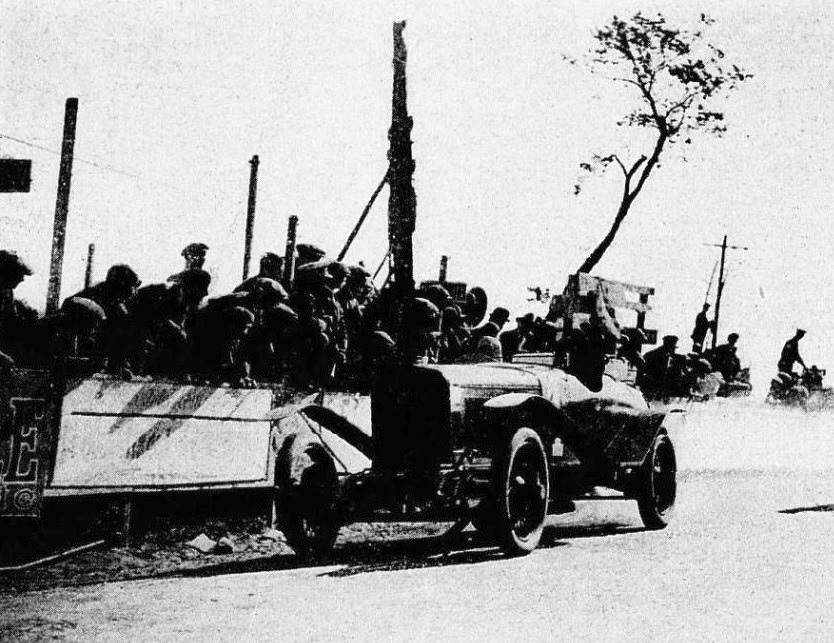
Léonce Garnier en un Hispano-Suiza...

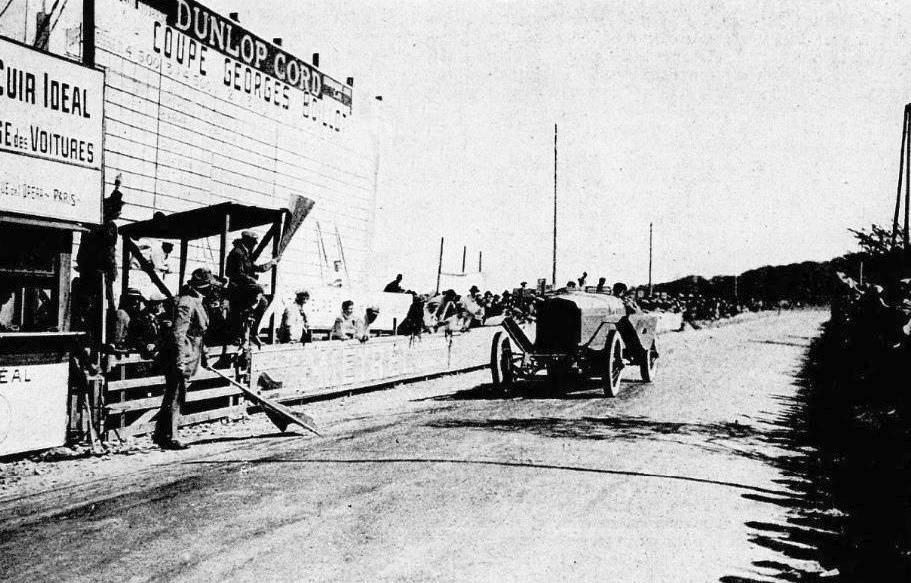
…ganador absoluto de la Copa G. Boillot de 1923.

Concesionario exclusivo francés de Talbot y Citroën para San Sebastián  después de la guerra, en 1923 participó en dos importantes competiciones automovilísticas para la época con Hispano-Suiza, siendo este fabricante establecido en Francia y de origen español todavía bastante conocido entonces por sus más de 25.000 motores de avión habiendo equipado durante la Primera Guerra Mundial esencialmente algunas SPAD.
A finales de julio, Garnier compitió en el primer Gran Premio de Turismos de San Sebastián (o Gran Premio de Guipúzcoa ) en el circuito de Lasarte. André Dubonnet ganó la categoría 5 de más de 4,5 l por delante de Garnier, siendo Boyriven el tercero en la categoría, también para el fabricante que firmó un triplete allí mientras buscaba lanzar sus coches de lujo , siendo Rafael Vierna el cuarto tras retirarse. Los tres pilotos conducían un potente y pesado 8,0 l. 6 cilindros de 160 Ch. Se trataba de pilotos privados clientes de la marca.   Dubonnet estableció el récord de vuelta en 113,3 km/h, tras haber tenido que dar 25 vueltas al circuito, o casi 445 kilomètres en casi 5 horas. Cuatro semanas después, dos de los cuatro hombres presentes se encontrarían en el norte de Francia.
A principios del mes deseptembre 1923 Garnier ganó la clasificación general de la carrera de autos deportivos en la reunión de Boulogne-sur-Mer, y luego fue galardonado con la "Copa del Deportista » (la Copa Georges Boillot fue otorgada al belga André Pisart a sus expensas, porque repostó poco antes del final de la carrera), en Hispano-Suiza H6 4,5 L " Tipo Boulogne » (nombre que recibe el coche tras la victoria en la cita homónima ya mencionada), delante de Boyriven. El público lo llevó triunfalmente hasta la meta por segunda vez en su vida. Los otros pilotos de Hispano-Suiza presentes ese día fueron Boyriven, Jean Chassagne y Robert Masse, de la categoría 5,0 l. Aún así, terminó undécimo y último clasificado en el Gran Premio ACF de 1924 (en un Bugatti, con el nombre de Leonico).

### Homenajes
Una calle de Anglet lleva el nombre de Garnier y, con motivo del centenario del vuelo sobre Canarias, se colocó una placa conmemorativa en abril de 2013 en uno de los muros de la Plaza del Aviador Garnier en Las Palmas de Gran Canaria. El ayuntamiento decidió entonces instalar una réplica del avión de Garnier en la rotonda cercana al Auditorio Alfredo Kraus, junto a la playa de Las Canteras (donde se celebró un espectáculo al aire libre para conmemorar el centenario de la aviación en las islas). Por la misma razón, Correos puso en circulación, también en 2013, un sello conmemorativo de 52 céntimos destinado a convertirse en objeto de colección.

## Referencias

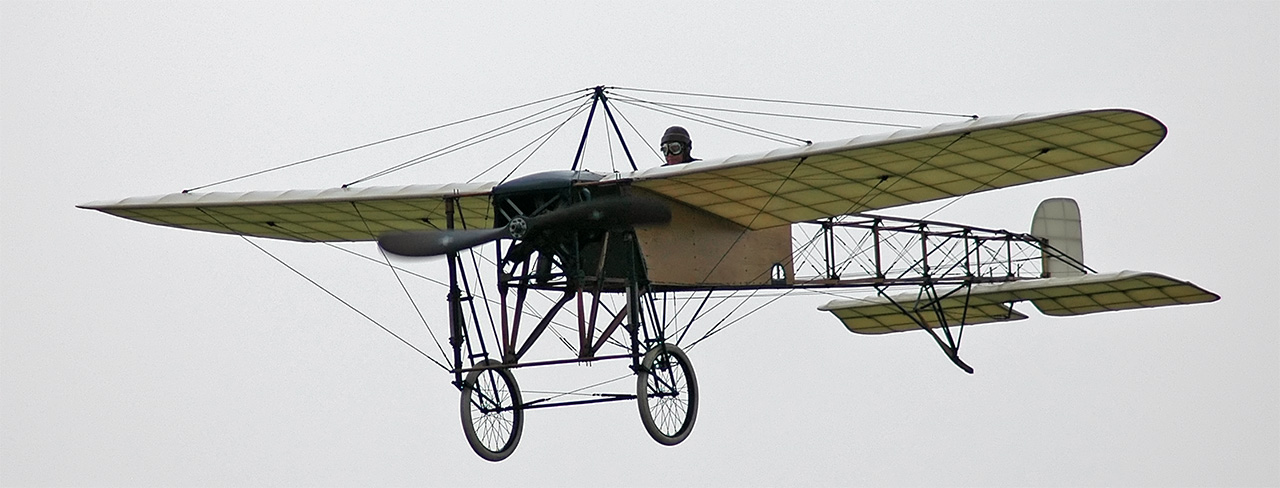
Un Blériot XI en acción.